# Calamotettix viridescens
Calamotettix viridescens är en insektsart som beskrevs av Alexander Fyodorovich Emeljanov 1959. Calamotettix viridescens ingår i släktet Calamotettix och familjen dvärgstritar. Inga underarter finns listade i Catalogue of Life.